# 二渡关
二渡关位于江西省上饶市广丰区桐畈镇靖安村和福建省浦城县盘亭乡界牌村交界处，为武夷山脉末端与仙霞岭余脉之间的峡谷，棠岭港在这里拐了一个“U”字形的大弯，沿岸山势险峻。古时与附近的仙霞关、安民关、木城关、黄坞关、六石关合称仙霞六关。
《读史方舆纪要·卷八十九》记载：“二渡关，在仙霞西南八十里，路通江西上饶永丰县，关在浦城县西北一百十五里，出关即永丰县界也。……与仙霞共为六关，土人有仙霞六关之称。然六关之中，唯二渡关山溪环匝，路容单骑。从江右广信入闽，可以取径于此入关则取途而东，竟出枫岭之南，而仙霞不足恃矣。二渡关以枫岭诸山之水绕出关下，关东西二面皆为梁以渡，因有二渡之称。自关而东，历盆亭司、分水关至枫岭桥，凡五十里，合于仙霞南出之道。然其地皆崎岖险仄，自古用兵者，未尝出此。”
二渡关是赣东北通往闽北、浙西南的重要通道，现有江西320省道通过。在靖安村尚保存有规模较大的古建筑群，融合了闽浙赣及客家建筑风格。